# 共同警備区域

共同警備区域の地図。MDLが軍事境界線。

共同警備区域（きょうどうけいびくいき、英: Joint Security Area, JSA）は、大韓民国（韓国）と朝鮮民主主義人民共和国（北朝鮮）の軍事境界線上にある、約800m四方の地域を指す。この区域には会議場施設などが設けられ、板門店と呼ばれている。

## 概要
この区域は韓国軍やアメリカ軍を中心とした国連軍と、朝鮮人民軍が共同で警備を行っている。1953年7月27日の朝鮮戦争休戦協定により規定された。かつては区域内での南北の兵士往来は自由に認められていたが、1976年のポプラ事件発生を契機に、区域内でも軍事境界線の厳格化がなされ、南北の人員が分離された。
しかし1998年2月、板門店の警備兵だった金中尉が死亡し、韓国国防部が調査を行ったところ、1996年から1997年まで韓国軍兵士の一部が共同警備区域で北側と30回接触を行い29点の物品を受け取っていたことが判明し24名を摘発している。
2018年9月の第5回南北首脳会談において、JSAの非武装化に合意した（本来、区域内での武器所持は違法であるが、有名無実化していた）。地雷除去作業が10月20日までに完了し、南北双方のGP（見張り所）、武器類の撤収作業が行われる。一方で、新たに北側に韓国軍のGPが、南側に北朝鮮軍のGPが新たに設置され、南北双方が35名ずつ非武装の状態で共同警備を行う。非武装化が完了すれば、1976年のポプラ事件以来、完全分離していた南北の共同警備の復活、観光客による区域内の自由往来が可能になる。